# 창정 9호

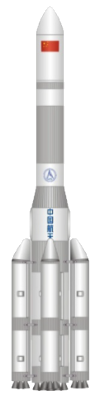

창정 9는 중국이 개발중인 우주로켓이다. 중국 최초의 초대형 리프트 발사체(SHLLV)이다.

## 역사
지구 저궤도에 140톤의 화물을 올릴 수 있다. 아폴로 11호를 발사한 새턴 V와 같은 능력이다. 즉, 창정 9호는 "중국판 새턴 5호"다.
50톤을 올리면 초대형 리프트 발사체(SHLLV)라고 부른다. 현재 중국 최대 로켓인 창정 5 보다 5배 더 무거운 화물을 올릴 수 있다.
길이 93 m, 직경 9.5 m에 액체로켓 부스터 4개를 부착했다. 1단에는 등유/액체산소 추력 500톤 엔진을 사용할 것이다. 발사중량 4천톤에, 1단 총추력 6천톤힘이 될 것이다. 부스터는 0개, 2개, 4개가 붙는 버전이 개발될 것이며, 부스터 직경은 5 m이다.
YF-650 엔진을 개발중이다. 등유/액체산소를 사용하며, 추력 650톤이다.
2030년 최초 발사할 계획이다.
- 부스터: YF-650 (6.4 MN) 4개, 2개, 0개 버전. 4개시 추력 2500톤
- 1단: 4x YF-650 (25.5 MN, 추력 2500톤), 등유/액체산소
- 2단: 2x YF-220 (4.3 MN, 추력 430톤), 액체수소/액체산소

## 같이 보기
- 로켓다인 F-1